# 安妮·普露
愛德娜·安妮·普露（英語：Edna Annie Proulx，1935年8月22日—），是一位美國記者與作家。她的創作多半僅以安妮·普露為名，但也曾使用過E·安妮·普露與E·A·普露。

## 生平
普露並曾以首部小說《Postcards》，獲筆會/福克納小說獎肯定。
她的第二本小說《真情快遞》（1993）曾獲1994年普立茲小說獎與美國國家圖書獎小說類，並於2001年拍攝成同名電影。她的短篇小說《斷背山》亦被改編、拍為同名電影《斷背山》，其電影於2005年發行，而後贏得了奧斯卡金像獎、英國電影和電視藝術學院獎與金球獎等大獎。
2016年出版最新長篇鉅作小說《樹民》(Barkskins) 後，她於2017年獲得美國國家圖書獎：終身成就獎。

## 作品
- Sweet and Hard Cider: Making It, Using It and Enjoying It (1980; with Lew Nichols), ISBN 0-88266-242-2
- The Gourmet Gardener: Growing Choice Fruits and Vegetables with Spectacular Results (1987), ISBN 0-449-90227-7
- Heartsongs and Other Stories (1988), ISBN 0-684-18717-5 (再版 ISBN 0-02-036075-4)
- Postcards (1992), ISBN 0-684-83368-9
- 真情快遞 (The Shipping News) (1993), ISBN 0-684-85791-X
- 手風琴罹罪史 (Accordion Crimes) (1996), ISBN 0-684-19548-8
- 斷背山：懷俄明州故事集 (Close Range: Wyoming Stories) (1999), ISBN 0-684-85222-5
- That Old Ace in the Hole (2002), ISBN 0-684-81307-6
- 惡土：懷俄明州故事集2 (Bad Dirt: Wyoming Stories 2) (2004), ISBN 0-7432-5799-5
- 樹民 （Barkskins) (2016),  ISBN 978-7-02-015258-2
- Fine Just the Way It Is: Wyoming Stories 3 (2008), ISBN 978-1-4165-7166-7

## 電影改編
- 真情快遞 (2001) ，拉賽·哈史托姆 (Lasse Hallström) 導演，凱文·史貝西飾演主角奎爾，朱迪·丹奇飾演安尼斯·哈姆 (Agnis Hamm) ，茱莉安·摩爾飾演威維·普洛斯 (Wavey Prowse) 。
- 斷背山 (2005) ，李安導演，希斯·萊傑與傑克·吉倫荷主演，改編自普露的短篇小說集斷背山：懷俄明州故事集中的同名故事。

## 外部連結
- 安妮·普露在互联网电影资料库（IMDb）上的資料（英文）